# Aglajidae
Aglajidae is een familie van weekdieren uit de klasse van de Gastropoda (slakken).

## Geslachten
- Aglaja Renier, 1807
- Chelidonura A. Adams, 1850
- Melanochlamys Cheeseman, 1881
- Migaya Ortea, Caballer & Espinosa, 2014
- Nakamigawaia Kuroda & Habe, 1961
- Navanax Pilsbry, 1895
- Noalda Iredale, 1936
- Odontoglaja Rudman, 1978
- Philinopsis Pease, 1860